# Liski (Stare Juchy)

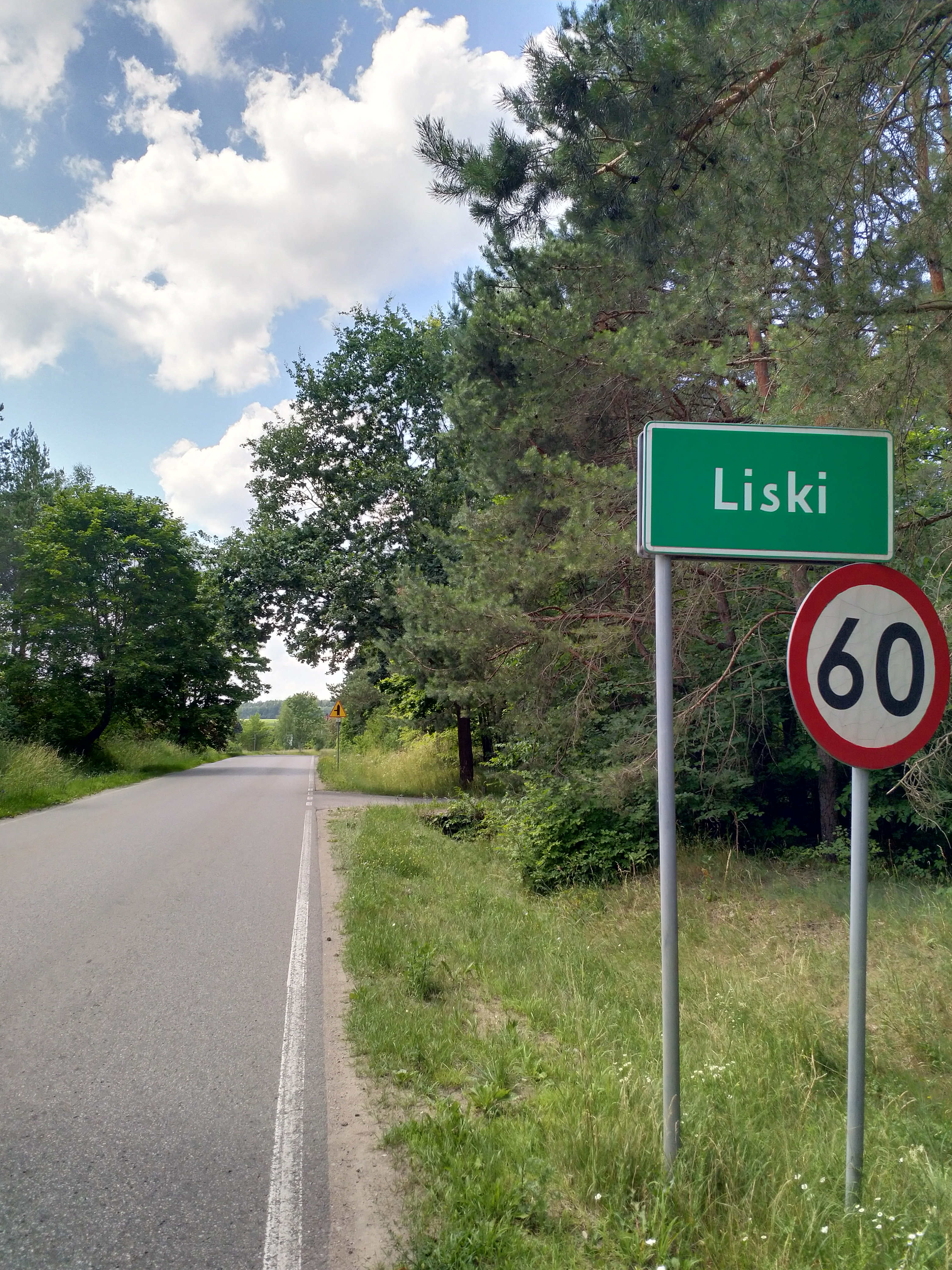
(2023)

Liski (deutsch Lysken, 1938 bis 1945 Lisken) ist ein Dorf in der polnischen Woiwodschaft Ermland-Masuren, das zur Gmina Stare Juchy (Landgemeinde (Alt) Jucha, 1938 bis 1945 Fließdorf) im Powiat Ełcki (Kreis Lyck) gehört.

## Geographische Lage
Liski liegt am nordöstlichen Ufer des Garbassees (1938 bis 1945 Bergsee, polnisch Jezioro Garbas) und am Südwestufer des Reckentsees (polnisch Jezioro Rekąty) in der östlichen Woiwodschaft Ermland-Masuren. Bis zur Kreisstadt Ełk (deutsch Lyck) sind es 14 Kilometer in südöstlicher Richtung.

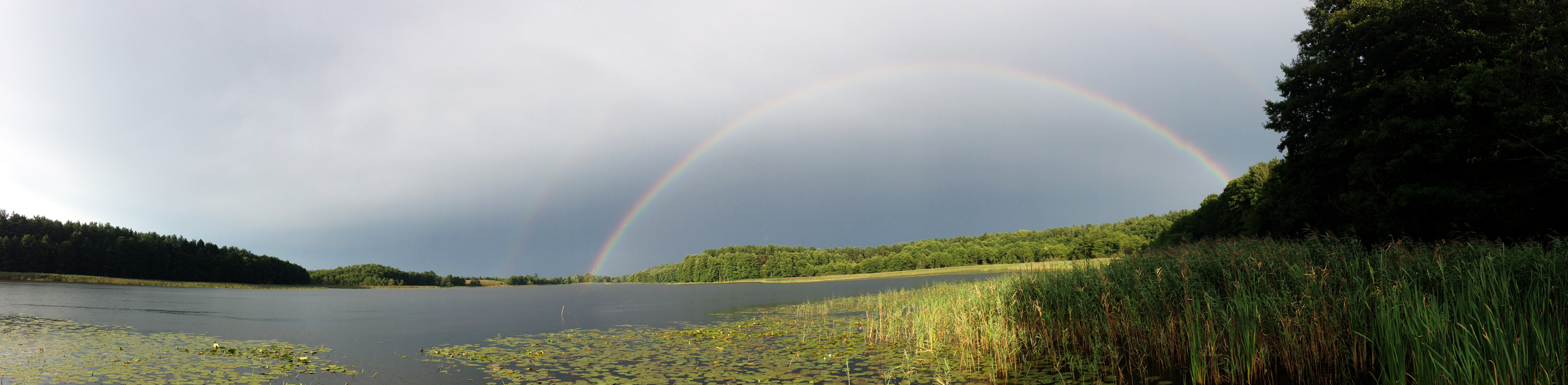
Blick von Liski aus auf den Jezioro Rekąty

## Geschichte
Das nach 1785 Liszken und bis 1938 Lysken genannte kleine Dorf wurde 1481 gegründet.
Von 1874 bis 1945 war der Ort in den Amtsbezirk Alt Jucha eingegliedert, der – 1929 in „Amtsbezirk Jucha“ und 1939 in „Amtsbezirk Fließdorf“ umbenannt – zum Kreis Lyck im Regierungsbezirk Gumbinnen (1905 bis 1945: Regierungsbezirk Allenstein) in der preußischen Provinz Ostpreußen gehörte. Während des gleichen Zeitraums war das Dorf in das Standesamt Jucha einbezogen.
Am 1. Dezember 1910 waren in Lysken 315 Einwohner registriert, im Jahr 1933 waren es 318. 
Aufgrund der Bestimmungen des Versailler Vertrags stimmte die Bevölkerung im Abstimmungsgebiet Allenstein, zu dem Lysken gehörte, am 11. Juli 1920 über die weitere staatliche Zugehörigkeit zu Ostpreußen (und damit zu Deutschland) oder den Anschluss an Polen ab. In Lysken stimmten 180 Einwohner für den Verbleib bei Ostpreußen, auf Polen entfielen keine Stimmen.
Am 3. Juni (amtlich bestätigt am 16. Juli) 1938 änderte sich die Namensschreibweise von Lysken in „Lisken“. Die Einwohnerzahl belief sich 1939 auf noch 277.
Mit dem gesamten südlichen Ostpreußen kam Lysken resp. Lisken im Jahre 1945 in Kriegsfolge zu Polen und trägt seither die polnische Namensform „Liski“. Heute ist es Sitz eines Schulzenamtes (polnisch Sołectwo) und als solches eine Ortschaft im Verbund der Landgemeinde Stare Juchy ((Alt) Jucha, 1938 bis 1945 Fließdorf) im Powiat Ełcki (Kreis Lyck), bis 1998 der Woiwodschaft Suwałki, seither der Woiwodschaft Ermland-Masuren zugeordnet.

## Religionen
Bis 1945 war Lysken resp. Liski in die evangelische Kirche Jucha (1938 bis 1945 Fließdorf, polnisch Stare Juchy) in der Kirchenprovinz Ostpreußen der Kirche der Altpreußischen Union sowie in die römisch-katholische Kirche Lyck (polnisch Ełk) im Bistum Ermland eingepfarrt.
Heute gehört Liski katholischerseits zur Pfarrei Stare Juchy im Bistum Ełk der Römisch-katholischen Kirche in Polen. Die evangelischen Kirchenglieder halten sich zur Kirchengemeinde in der Kreisstadt Ełk, einer Filialgemeinde der Pfarrei Pisz (deutsch Johannisburg) in der Diözese Masuren der Evangelisch-Augsburgischen Kirche in Polen.

## Verkehr
Liski liegt an einer Nebenstraße, die von der polnischen Landesstraße 65 (einstige deutsche Reichsstraße 132) bei Straduny (Stradaunen) über Bałamutowo (Balamutowen, 1934 bis 1945 Giersfelde) nach Stare Juchy ((Alt) Jucha, 1938 bis 1945 Fließdorf) führt. Außerdem endet in Liski eine zum Teil nur als Landweg ausgebaute Nebenstraße aus südlicher Richtung von der Woiwodschaftsstraße 656 herkommend.
Die nächste Bahnstation ist Stare Juchy an der Bahnstrecke Korsze–Białystok.